# LTC Praga
LTC Praga (Lawn Tennis Club Praga) – czechosłowacki klub hokejowy z siedzibą w Pradze, założony w 1904 r. jako Lawn Tennis Cercle Praga. W 1949 r. zmienił nazwę na Zdar LTC Praha, a w 1951 r. na Tatra Smíchov i pod tą nazwą klub został rozwiązany w 1964 r.

## Sukcesy
- Złoty medal mistrzostw Czechosłowacji (12 razy): 1931, 1932, 1933, 1934, 1935, 1936, 1937, 1938, 1946, 1947, 1948, 1949
- Złoty medal mistrzostw Protektoratu Czech i Moraw (5 razy): 1939, 1940, 1942, 1943, 1944
- Puchar Spenglera (7 razy): 1929, 1930, 1932, 1937, 1946, 1947, 1948
- Puchar Tatrzański (3 razy): 1931, 1932, 1950